# Maurice Testard
Pour les articles homonymes, voir Testard.
Maurice Testard (12 décembre 1921 - 28 janvier 2006) est un prêtre de l'Oratoire, latiniste, traducteur depuis le latin et enseignant, plus spécialisé sur le christianisme latin.

## Biographie
Né à Rennes, Maurice Testard est professeur de latin à partir de 1950 à la Faculté des lettres de l'Institut catholique de Paris, puis professeur de 1967 à 1987 à l'Université catholique de Louvain à Louvain-la-Neuve. Sa thèse d'État porta sur les rapports entre Cicéron et Augustin d'Hippone. Il est traducteur du De officiis de Cicéron, et du texte de même titre d'Ambroise de Milan et a rédigé une monographie sur Jérôme de Stridon. Il fut membre actif de plusieurs sociétés consacrées aux lettres latines et aux humanités : l'Institut d'études augustiniennes, la Société des études latines, l'Association Guillaume Budé, la Société nationale des antiquaires de France.
Il a reçu en 1964 le prix André-Barré de l'Académie française pour l'ensemble de son œuvre.
Il s'est retiré à la fin de sa vie à Saint-Brieuc, où il est mort.

## Publications
- Saint Augustin et Cicéron, Études augustiniennes, 1958 (Prix Paul-Teissonnière de l'Académie française, 1959).
- Cicéron, Les Devoirs, Les Belles Lettres, 1965-1970.
- Confessions (Saint Augustin).
- Devoirs (Cicéron).
- Chrétiens latins des premiers siècles, Les Belles Lettres, 1981.
- Saint Ambroise, Les Belles Lettres, 1992.
- A la mémoire des combattants, Economica, 2003.  (ISBN 2-7178-4725-1)